# Olenecamptus superbus
Olenecamptus superbus es una especie de escarabajo longicornio del género Olenecamptus, categorizada en la tribu Dorcaschematini, de la subfamilia Lamiinae. Fue descrita por Pic en 1908.

## Descripción
Mide 19 mm de longitud.

## Distribución
Se distribuye por China.